# Mississippi
 Ovo je glavno značenje pojma Mississippi. Za druga značenja pogledajte Mississippi (razdvojba).
Mississippi je američka savezna država na Jugu SAD-a. Broj stanovnika je 2,9 milijuna, a površina joj je 123.515 km². Glavni grad je Jackson.

## Zemljopis
Država je smještena istočno od istoimene rijeke na njenom donjem toku. Područje je najvećim dijelom ravna, s nekoliko manjih uzvisina na krajnjem sjeveroistoku. Na jugu država ima uski pojas obale kojom izlazi na Meksički zaljev. Mississippi graniči na sjeveru s Tennesseejem i Alabamom na istoku, dok se na zapadnoj strani rijeke Mississippi nalaze Arkansas i Louisiana.
Područje države sastoji se od dvije plodne nizine, riječne doline rijeke Mississippi i njegove delte uz Meksički zaljev, kao i brežuljkastog područja na sjeveroistoku. Pored Mississippia koji dominira, određeno značenje ima njena pritoka Yazoo.

## Okruzi (Counties)
Mississippi se sastoji od 82 okruga (counties)

## Ostalo
Glavni grad Jackson ima s predgrađima 580.280 stanovnika. Klima je suptropska. Rudno blago ove države su nafta, prirodni plin, nemetali i dr. To je poljoprivredno-industrijska zemlja u kojoj prevladavaju srednji i veliki posjedi. Glavni proizvodi su pamuk, soja, riža, kukuruz, šećerna repa, duhan i dr. Također je razvijeno i stočarstvo. Uzgajaju se goveda, svinje, ovce i dr. Šumama je prekriveno oko 50% površine. Status teritorije ima od 1798. a savezne države od 1817. god.

## Stanovništvo
Indijanci
Indijanci Mississippija pripadaju porodicama Muskhogean, Tonikan, Natchesan i Siouan, i domovina je plemenima; Biloxi, Chakchiuma, Chickasaw, Choctaw, Choula, Grigra, Houma, Ibitoupa, Koroa, Moctobi, Natchez, Pascagoula, Taposa, Tiou, Tunica i Yazoo.